# Synagoga w Wałbrzychu
Synagoga w Wałbrzychu – nieistniejąca synagoga znajdująca się w Wałbrzychu, przy ulicy Mickiewicza, w dzielnicy Śródmieście.
Synagoga została zbudowana w 1883 roku. Podczas nocy kryształowej z 9 na 10 listopada 1938 roku, bojówki hitlerowskie spaliły synagogę. Po zakończeniu II wojny światowej nie została odbudowana, a na placu na którym stała wzniesiono nowy budynek, w którym obecnie znajdowała się nieczynna już restauracja Nie bo mleczne.
Murowany, dwukondygnacyjny budynek synagogi wzniesiono na planie prostokąta. Z zewnątrz była niewyróżniającym się budynkiem, bez charakterystycznych żydowskich zdobień. Jedynym charakterystycznym elementem zewnętrznym były półokrągle zakończone okna na wysokości piętra. Wyróżnikiem architektonicznym był również portal obejmujący drzwi oraz środkowe okno ściany frontowej. Przed synagogą znajdował się mały placyk z ogródkiem. Dzisiaj po tym miejscu nie ma ani śladu.